# Дронове-ВРП
Дро́нове-ВРП — пасажирська зупинна залізнична платформа Донецької дирекції Донецької залізниці.
Розташована на сході смт Пелагіївка, Торезька міська рада, Донецької області на лінії Торез — Безчинська між станціями Дронове (2 км) та Мочалинський (6 км).
Через військову агресію Росії на сході України транспортне сполучення припинене, хоча до війни ходило декілька пар поїздів з Іловайська на Дебальцеве із заїздом у Софіно-Брідську.